# تشارلز إتش ماكدونالد
تشارلز إتش ماكدونالد (بالإنجليزية: Charles H. MacDonald)‏ هو طيار وضابط أمريكي، ولد في 23 نوفمبر 1914 في دوبويس في الولايات المتحدة، وتوفي في 3 مارس 2002.